# Iłowo-Wieś
Iłowo-Wieś (deutsch Illowo) ist ein Dorf in der polnischen Woiwodschaft Ermland-Masuren. Es gehört zu Gmina Iłowo-Osada (Landgemeinde Illowo) im Powiat Działdowski (Kreis Soldau).

## Geographische Lage
Iłowo-Wieś liegt im Südwesten der Woiwodschaft Ermland-Masuren, 24 Kilometer südwestlich der einstigen Kreisstadt Neidenburg (polnisch Nidzica) bzw. zehn Kilometer südöstlich der heutigen Kreismetropole Działdowo (deutsch Soldau i. Ostpr.). Nur wenige hundert Meter in südlicher Richtung sind es zum Nachbarort Iłowo-Osada.

## Geschichte
Die heutigen beiden Dörfer Iłowo-Osada und Iłowo-Wieś gehörten ursprünglich zusammen. Beide bildeten das um 1403 gegründete Illowo. 1874 wurde Illowo sowohl als Landgemeinde als auch als Gutsbezirk Teil des Amtsbezirk Narzym im Kreis Neidenburg innerhalb des Regierungsbezirks Königsberg (1905 bis 1945: Regierungsbezirk Allenstein) der preußischen Provinz Ostpreußen. Am 5. Februar 1894 wurde der Gutsbezirk Illowo in die Landgemeinde Illowo eingegliedert. Die Einwohnerzahl belief sich 1910 auf 1.689.
Im Soldauer Gebiet gelegen musste Illowo mit den Nachbarorten am 10. Januar 1920 gemäß Versailler Vertrag an Polen abgetreten werden. Das Dorf erhielt die polnische Namensform „Iłowo“. Die Einwohnerzahl belief sich 1931 auf 2.793. Iłowo wurde am 1. August 1934 zentraler Ort der neu gebildeten gleichnamigen Landgemeinde, die am 26. Oktober 1939 zum Deutschen Reich kam, als Landgemeinde Illowo am 1. April  1940 in den zum Teil wieder hergestellten „Amtsbezirk Narzym“ umgewandelt und am 24. April 1940 zum Kreis Neidenburg zurückgegliedert wurde.
Doch nicht für lange Dauer: als 1945 in Kriegsfolge das gesamte südliche Ostpreußen an Polen kam, war auch Illowo mit seinen Nachbarorten wieder davon betroffen. Das Dorf wurde in den Nachkriegsjahren in die beiden Orte Iłowo-Wieś („Dorf“) und Iłowo-Osada („Siedlung“) unterteilt. Iłowo-Wieś wurde Sitz eines Schulzenamts (polnisch Sołectwo) und eine Ortschaft im Verbund der Gmina Iłowo-Osada im Powiat Działdowski, bis 1998 der Woiwodschaft Ciechanów, seither der Woiwodschaft Ermland-Masuren zugehörig. Im Jahre 2011 zählte Iłowo-Wieś 568 Einwohner.

## Kirche

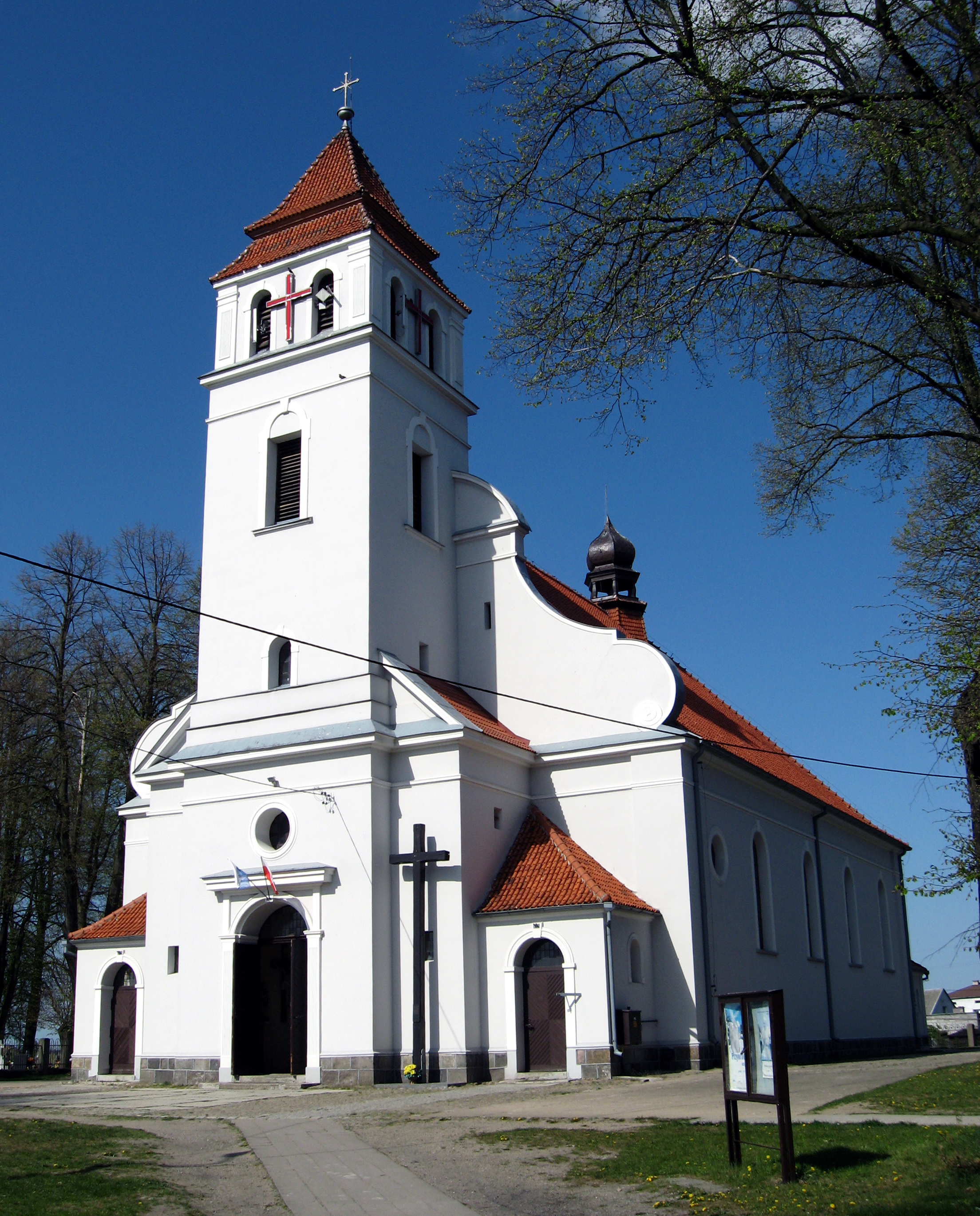
Die 1927 erbaute katholische Pfarrkirche Illowo/Iłowo (-Osada)

### Römisch-katholisch
Illowo war bis 1927 in die Pfarrgemeinde Bialutten (polnisch Białuty) eingegliedert. Danach wurde Illowo selber Kirchort. Die Kirche steht im heutigen Dorf Iłowo-Osada und gehört als Kirche der Mutter Gottes Königin des Hl. Rosenkranzes jetzt zum Dekanat Działdowo (Soldau) im Bistum Toruń (Thorn).

### Evangelisch

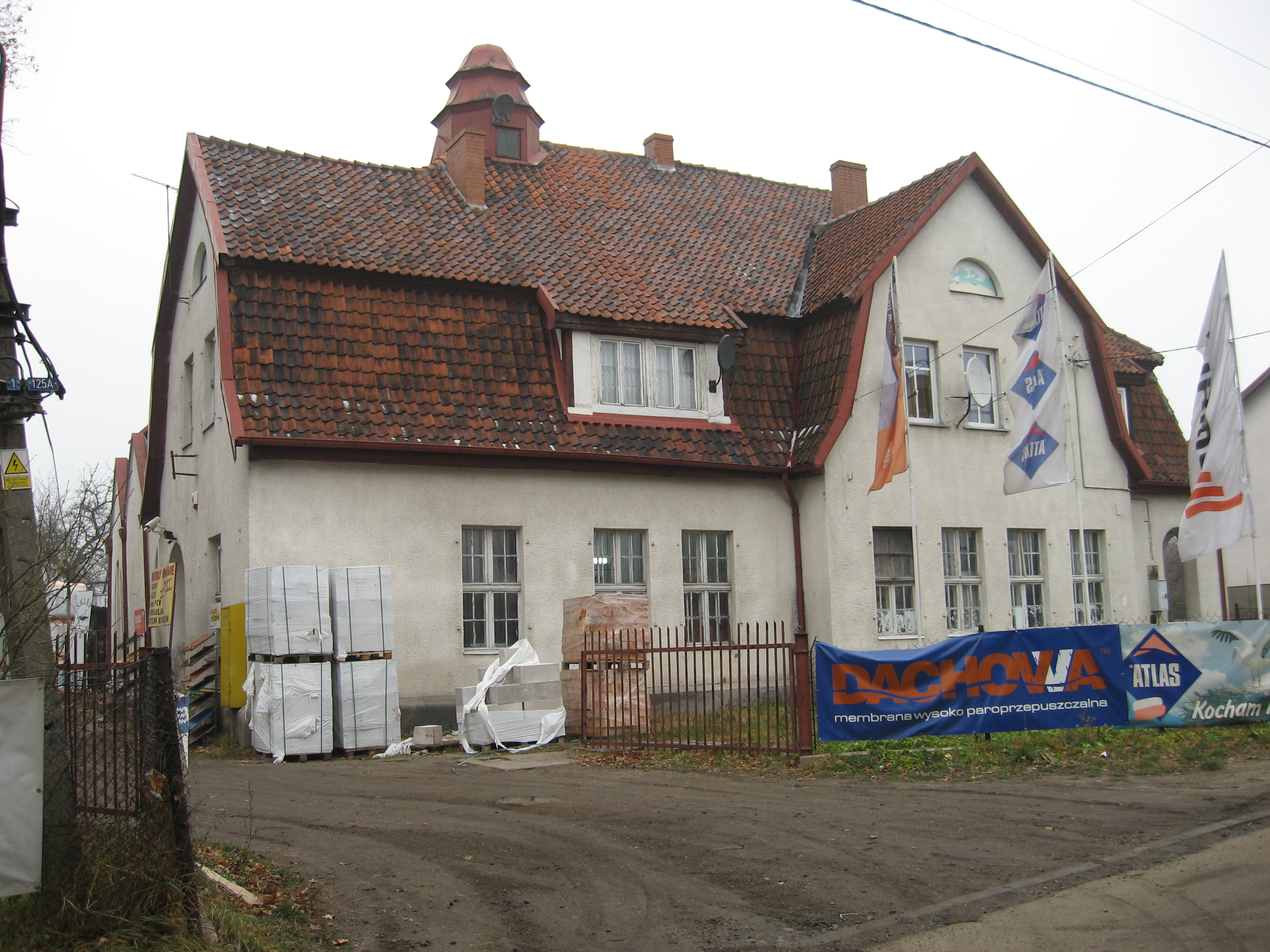
Das einstige evangelische Gemeindehaus und heutige Geschäftshaus in Iłowo-Osada

Bis 1945 war Illowo in das Kirchspiel der Kirche Narzym in der Kirchenprovinz Ostpreußen der Kirche der Altpreußischen Union bzw. von 1920 bis 1940 in die Diözese Działdowo der Unierten Evangelischen Kirche in Polen eingepfarrt. In Illowo war wohl in den 1910er Jahren ein Gemeindehaus, auch für Gottesdienstzwecke, errichtet worden – auch im heutigen Dorf Iłowo-Osada, wo es sogar noch einen alten evangelischen Friedhof gibt. Das Gemeindehaus wird nunmehr zweckentfremdet als Geschäftshaus genutzt. Die evangelischen Einwohner von Iłowo-Wieś orientieren sich nun zur Erlöserkirche in Działdowo (Soldau), die zur Diözese Masuren der Evangelisch-Augsburgischen Kirche gehört.

## Verkehr
Iłowo-Wieś liegt nördlich von Iłowo-Osada an einer Nebenstraße, die die Woiwodschaftsstraße 544 bei Iłowo-Osada mit der Schnellstraße 7 (auch: Europastraße 77) bei Powierz (Powiersen, 1938 bis 1945 Waldbeek) verbindet.  Die nächste „Iłowo“ genannte Bahnhofstation befindet sich in Iłowo-Osada und liegt an der PKP-Linie 9 Danzig–Warschau.